# 小畠村
小畠村（こばたけむら）は、広島県神石郡にあった村。現在の神石郡神石高原町の一部にあたる。

## 地理
高梁川支流小田川の流域に位置していた。

## 歴史
- 1889年（明治22年）4月1日、町村制の施行により、神石郡小畠村が単独で村制施行し、小畠村が発足[1][2]。大字は編成せず[2]。小畠村、上村、阿下村、常光村、亀石村の町村組合を結成し役場を小畠村に設置[2]。
- 1922年（大正11年）和牛常設市場開設[2]。
- 1942年（昭和17年）4月1日、神石郡上村、阿下村、常光村、亀石村と合併し、小畠村が存続[1][2]。小畠、上、阿下、常光、亀石の5大字を編成[2]。
- 1955年（昭和30年）3月31日、神石郡来見村、高蓋村と合併し、町制施行し三和町を新設して廃止された[1][2]。